# 九州沖縄アンコールアワー
九州沖縄アンコールアワー（きゅうしゅうおきなわアンコールアワー）は、NHK福岡放送局が2009年度まで九州・沖縄向けに放送した地域情報番組である。

## 概要
九州・沖縄の9放送局が制作した、その局のエリア向け、あるいは九州・沖縄全域を取材対象とした番組の中から、視聴者の反響が大きかった作品を放送した。ただ垂れ流すだけでなく、制作にかかわったスタッフをゲストに招き、番組作りの裏話などを聞くこともあった。放送枠がとりづらかったこともあり、2009年度殆ど放送できないまま終了した。その後は『いちおし!九州沖縄』に役目を引き継いだ。

## 放送時間
2008年度
不定期日曜日：10:05 - 11:30（『難問解決!ご近所の底力』『地域発!ぐるっと日本』を差し替え）
2007年度
第2・第4土曜日：10:05 - 10:59
- 2007年3月
第1・第3日曜日：10:05 - 10:59

## 歴代進行
- 原田徹
- 山田重光